# Bosque nacional Deschutes
El Bosque Nacional Deschutes es un Bosque nacional de los Estados Unidos ubicado en el centro de Oregón. Su extensión se extiende a partes de los condados de Deschutes, Klamath, Lake y Jefferson. Fue establecido en 1908, con cambios de fronteras en 1911 y 1915. El bosque ahora abarca aproximadamente 647 497 hectáreas (1 599 998,5 acre) de extensión que cubre unas 100 millas (160,9 km) a lo largo del extremo este de la Cordillera de las Cascadas. El bosque limita al sur con el Bosque Nacional Fremont-Winema, al suroeste con el BN Umpqua y al oeste con el BN Willamette.
El Bosque Deschutes alberga áreas oficiales de preservación, diversas actividades biológicas y recreativas.

## Historia
El Bosque Nacional Deschutes se estableció en 1908 a partir de secciones del bosques nacional de las Montañas Azules, Cascada y Fremont. En 1911, partes de los Deschutes se dividieron para formar luego los Bosques Nacionales Ochoco y Paulina, y porciones de los Bosques Nacionales Cascade y Monte Hood se agregaron a los Deschutes. En 1915, el BN Paulina fue absorbida nuevamente por Deschutes.
Entre 1964 y 1966, la NASA utilizó el volcán Newberry del parque como lugar de entrenamiento para los astronautas del Programa Apolo. En 1990, el área alrededor de este volcán fue designada monumento nacional. 

## Áreas oficiales
El bosque cubre un total de 647 497 hectáreas (1 599 998,5 acre). Su sede está ubicada en la ciudad de Bend, Oregón. Existen oficinas de distrito de guardabosques locales en Bend, así como en las comunidades de Crescent y Sisters. Además del Monumento Volcánico Nacional Newberry, el parque se superpone a seis ríos nacionales salvajes y escénicos, la Reserva Metolius,  y el Área recreativa Oregon Cascade.
Hay cinco áreas silvestres designadas oficialmente por el Sistema Nacional de Preservación de Áreas Silvestres que se superponen al bosque y se comparten administrativamente con Bosques Nacionales circunvecinos. Entre ellos:
- Mount Jefferson Wilderness (norte; parcialmente en Bosque nacional Monte Hood, principalmente en Bosque nacional Willamette
- Mount Washington Wilderness (noroeste; principalmente en Willamette NF)
- Three Sisters Wilderness (oeste; principalmente en Willamette NF)
- Diamond Peak Wilderness (suroeste; parcialmente en Willamette NF)
- Mount Thielsen Wilderness (sur; 40,36% en Umpqua NF y 47% en Winema NF )

## Geología
Hace unos 7.700 años, la erupción del monte Mazama (que formó lago del Crater, al sur del bosque nacional) cubrió el suelo existente con aproximadamente 3 pies (0,9 m) de ceniza volcánica y piedra pómez, formando una capa superficial bastante inhóspita para las plantas, aunque con la capa subyacente sigue siendo accesible a las raíces y crecimiento vegetal. 
El bosque contiene más de 400 cuevas. El área del volcán Newberry contiene conos de ceniza, flujos de lava y tubos de lava.
El punto más elevado del parque es Paulina Peak, ubicado al sur del lago Paulina dentro del Monumento Volcánico Nacional Newberry. 

## Ecología

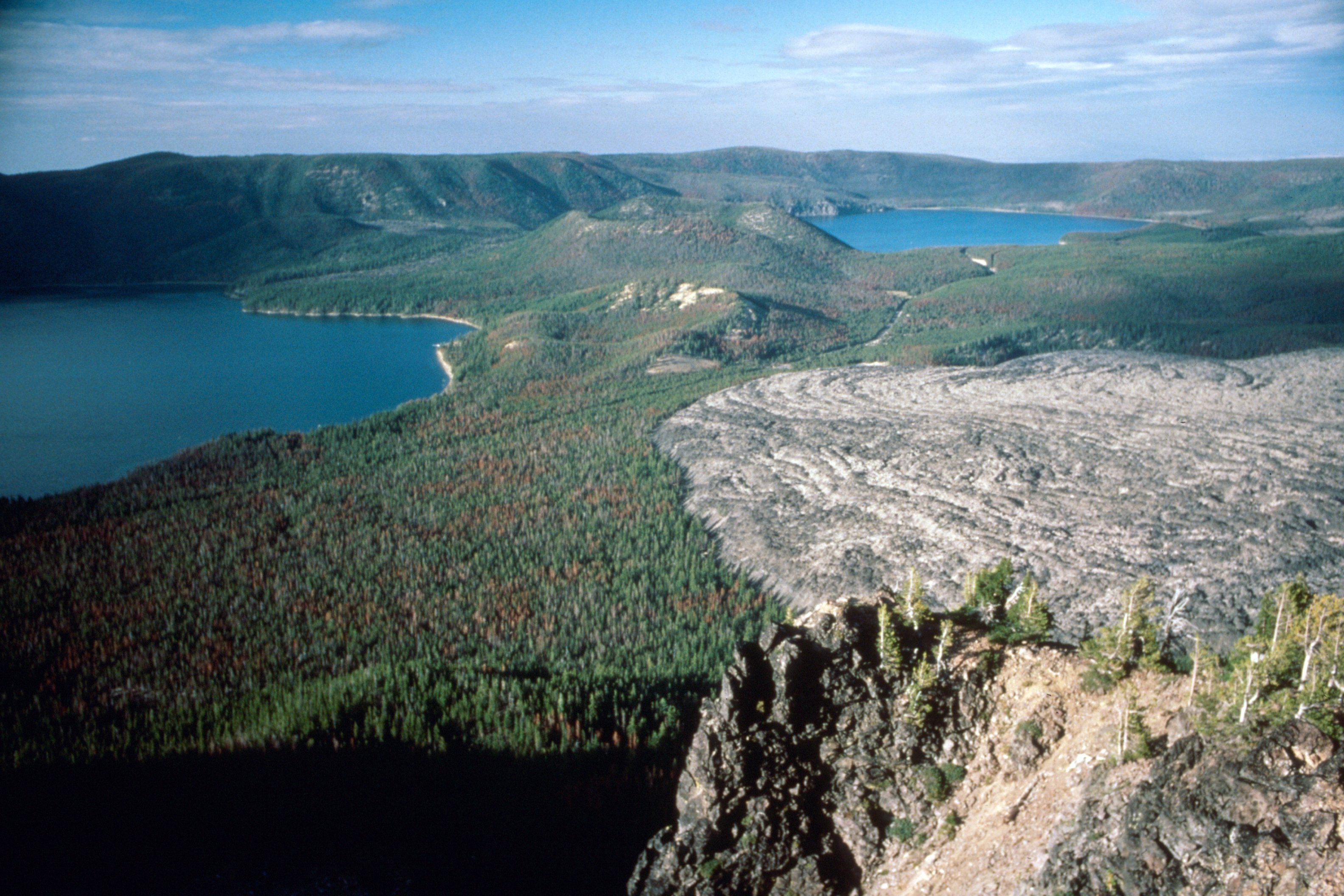
Dentro de la caldera del volcán Newberry, arriba (de izquierda a derecha): lago Paulina, el cono central y lago East ; abajo (derecha): el flujo de obsidiana conocido como Gran Obsidiana

Un estudio del Servicio Forestal de EE. UU. de 1993 estimó que la extensión del bosque antiguo era de 348 100 acres (140 871,2 ha), aproximadamente el 21,7% del área actual total del parque. En el parque se puede encontrar el pino de corteza blanca, una especie vegetal en peligro de extinción. También incluye al menos 460 acres (186,2 ha) de humedal pantanoso.
El bosque contiene hongos matsutake. En 2010, en asociación con la Universidad Estatal de Oregón, el bosque nacional organizó un análisis genético del suelo, el primero de su tipo, para localizar los hongos. Se venden permisos para recolectar hongos, y la recolección comercial está prohibida en la mayoría de las áreas oficiales. Matsutake se puede recolectar durante una temporada de dos meses que comenzará el 5 de septiembre. Otros hongos comparten un sistema de permisos con los bosques nacionales Fremont-Winema, Umpqua y Willamette.
Los animales que se encuentran en el bosque incluyen alces, ciervos y ranas. Las cuevas del bosque proporcionan hábitat a alrededor de 14 especies de murciélagos, que consumen millones de insectos y que a menudo se ven afectados por el síndrome de la nariz blanca.
El bosque nacional sufre de frecuentes incendios forestales, empeorando en años recientes en comparación con todas las eras del pasado.

## Actividades
Las actividades recreativas en el bosque son frecuentes e incluyen paseos en bote en los lagos del bosque, pesca, observación de vida silvestre y caminatas, así como ciclismo de montaña, con un extenso sistema de senderos a lo largo del bosque. Se puede practicar en el senderismo y esquiar en las 70 pistas de Monte Bachelor, un estratovolcán en la Cordillera de las Cascadas.